# Juliusz Indus
Iulius Indus – arystokrata z galijskiego plemienia Trewerów i dowódca rzymskiej jazdy z I w n.e.
Juliusz Indus pomógł Rzymianom w 21 n.e. stłumić powstanie Trewerów i Eduów pod wodzą Juliusza Sakrowira i Juliusza Florusa. Został wysłany przez Wizeliusza Warrona legata Germanii Dolnej i Gajusza Syliusza legata Germanii Górnej ze swym oddziałem jazdy, który szybko rozproszył powstańców  Florusa.
Dowodził oddziałem (ala) jazdy pod nazwą Ala Gallorum Indiana, który mógł być zaangażowany w inwazję na Brytanię za czasów Klaudiusza, a z pewnością został wysłany do Corinium Dobunnorum (obecnie Cirencester) w drugiej połowie I w n.e.
Córka Juliusza Indusa, Julia Pacata poślubiła Gajusza Juliusza Alpinusa Klassycjanusa prokuratora rzymskiej Brytanii, którego pochowała w Londinium (obecnie Londyn) w 65 n.e.